# DR2
DR2 (DR To) es el segundo canal de televisión público danés perteneciente a la Corporación Danesa de Radiodifusión (DR). Tiene una programación alternativa a la del primer canal DR1 comprendiendo espacios culturales, además no emite espacios publicitarios.

## Historia
Comenzó sus emisiones en 1996 y al principio solo se encontraba disponible en la televisión por satélite y cable y no llegó a cubrir el 100% de la población hasta que comenzaron las emisiones en la televisión digital terrestre el 31 de marzo de 2006.
Antes de estar disponible en la TDT era conocido como el canal secreto debido a su bajo número de audiencias en comparación con DR1 o TV2, que se debía a que muy poca gente tenía acceso al canal. Esto se solucionó al utilizar las frecuencias locales disponibles, entonces pasó a ser visible en el 82 % del territorio nacional.
Todos los sábados DR2 emite el boletín de noticias Nyheder fra Grønland en Idioma groenlandés producido por KNR.
El canal dejó de estar disponible en la televisión analógica el 1 de noviembre de 2009, cuando se produjo el apagón analógico. En la TDT cubre todo el territorio y algunas zonas cercanas del sur de Suecia.
DR2 comenzó a emitir en alta definición (720p) el 28 de febrero de 2017.

## Programación
Desde su creación su programación siempre ha sido de vocación alternativa y cultural sin la emisión de programas populares. Pero desde el año 2013 se incluyeron bloques informativos emitidos cada hora y programas de actualidad, esto se debió al cierre del canal informativo del grupo llamado DR Update.

## Identidad visual

Logo de DR2 utilizado desde 2005 al 2009.
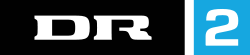
Logo de DR2 utilizado desde 2009 al 2013.
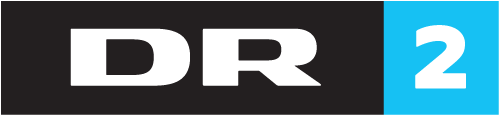
Logo de DR2 usado desde 2013 al 2017.
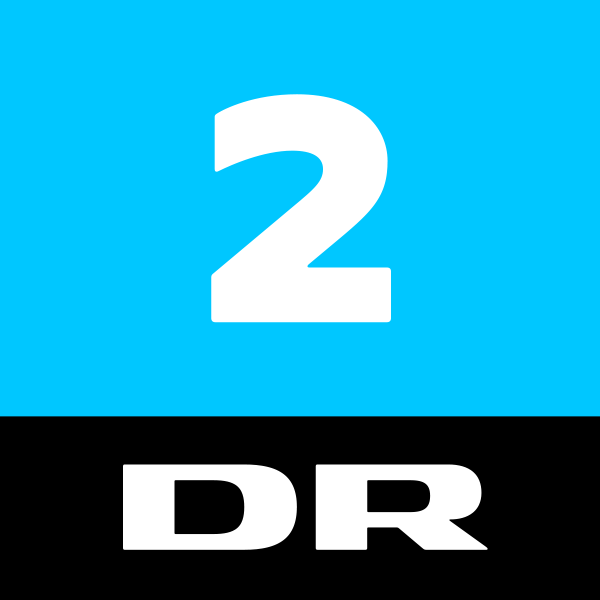
Logo de DR2 desde 2017